# Tom Werner
 Der er for få eller ingen kildehenvisninger i denne artikel, hvilket er et problem. Du kan hjælpe ved at angive troværdige kilder til de påstande, som fremføres i artiklen.

Thomas Charles "Tom" Werner (født 12. april 1950) er en amerikansk tv-producer, manuskriptforfatter og forretningsmand. 
Werner har siden 1970'erne arbejdet som producer af særdeles populære tv-shows. Via sin investering i selskabet Fenway Sports Group (oprindeligt New England Sports Ventures) er Tom Werner formand for Liverpool Football Club og  Boston Red Sox.

## Tid som tv-producer
Tom Werner begyndte i 1973 at arbejde på ABC-TV, hvor han i 1975 fik stillingen som Director of East Coast Prime Time Development. Han blev senere senior vice president i afdelingen. I tiden på ABC opdagede Werner med sin kollega Marcy Carsey en ung Robin Williams i en comedy club. Parret fik kontrakt med Williams, der fik hovedrollen i sitcom'en Mork & Mindy.  Werner var også involveret i udviklingen af Bosom Buddies, der startede Tom Hanks' karriere samt serierne Soap, der startede Billy Crystals karriere og Taxi, der startede Danny DeVitos karriere. I tiden på ABC var Werner overordnet ansvarlig for andre shows som Happy Days, Barney Miller og Dynasty (dansk Dollars).
I 1980 grundlagde Werner The Carsey-Werner Company med Marcy Carsey. Gennem dette selskab var Werner executive producer på tv-programmer som The Cosby Show, Roseanne, 3rd Rock from the Sun, That '70s Show og den amerikanske udgave af Men Behaving Badly. Werner tjente knap 600 millioner $ på at sælge episoderne i The Cosby Show. 
I 1996 blev han optaget i Television Hall of Fame.
Werner og Werners selskab har modtaget 24 Emmy Awards, 11 People's Choice Awards og adskillige Golden Globes, Humanitas Prizes og Peabody Awards. I 2001 modtog han sammen med Marcy Carsey the Lifetime Achievement Award fra  the Producers Guild of America. I 1999 modtog han en pris ved Museum of Television and Radio og modtog en plads i Museum of the American Dream som modtager af 'The American Academy of Achievement's Golden Plate Award' som en ene af to af det 20. århundredes mest ekstraordinære tv-personligheder.
Under Bill Clintons præsidentperiode havde Werner sammen med Carsey tætte venskabelige til  forbindelser Bill and Hillary Clinton.
I 2000 stiftede Werner, Carsey og  Caryn Mandabach sammen med Oprah Winfrey tv-kanalen Oxygen.
Werner producerer fortsat tv gennem sine produktionsselskaber.

## Involvereing i professionel sport
San Diego Padres
I 1990 erhvervede Werner sammen med en gruppe af rigmænd den amerikanske baseball-franchise San Diego Padres. Werner var den af investorerne, der havde den største andel, og han fungerede som general managing partner i virksomheden. Werners indtog i den professionelle sportsverden med en professionel investorgruppe blev på daværende tidspunkt anset som bemærkelsesværdig, men sportsligt opnåede San Diego Padres blandet succes efter  investorgruppens indtræden og allerede i 1994 afhændede investorgruppen størstedelen af ejerskabet til en anden investorgruppe. I 1997 solgte Werner sine sidste aktier i San Diego Padres. 
Boston Red Sox
Da Boston Red Sox blev sat til salg i 2001 samlede Werner en investorgruppe bestående af bl.a. Padres præsident og  CEO, Larry Lucchino og ejeren af Florida Marlins John W. Henry. Gruppen erhvervede det legendariske Red Sox, der dog ikke i de foregående 86 år havde vundet en titel i World Series. I forbindelse med købet arbejdede investorgruppen på at bevare Red Sox' stadion Fenway Park fra 1912, der var det ældste større baseballstadion i USA. Investorgruppen tog navnet Fenway Sports Group.
Werner indtrådte som formand for Red Sox med Lucchino som administrerende direktør (President and CEO) og iværksatte et større oprydningsarbejde i Red Sox. Investeringen viste sig sportslig succesfuld; det lykkedes at redde stadionet Fenway Park, og Red Sox, der ikke havde vundet World Series siden 1918 vandt ligaen to gange på fire år. 
Liverpool FC
I 2010 erhvervede Fenway Sports Group aktierne i den engelske Premier League klub Liverpool FC fra Royal Bank of Scotland, der havde overtaget aktierne efter at de tidligere ejere George Hicks og Tom Gillett havde misligholdt lånene til banken. Werner indtrådte herefter som formand i klubben, der på købstidspunktet lå nr. 18 ud af 20 i Premier League.  
Mødet med engelsk fodboldkultur har ikke været uproblematisk, men klubben har dog under Fenways ledelse opnået en vis sportslig fremgang i forhold til situationen i 2010.